# Attalikos
Attalikos (altgriechisch Ἀτταλικός) war ein griechischer Koroplast, der im 1. Jahrhundert in Myrina in Kleinasien tätig war.
Attalikos ist von sechs Signaturen auf Tonstatuetten von Jünglingen bekannt. Die Statuetten befindet sich heute im Rijksmuseum van Oudheden in Leiden, im Louvre in Paris und im Archäologischen Museum Istanbul.